# August Meuleman
Gaston August Meuleman (Gante, 20 de octubre de 1906-Soumagne, 12 de febrero de 2000) fue un deportista belga que compitió en ciclismo en la modalidad de pista. Ganó una medalla de bronce en el Campeonato Mundial de Ciclismo en Pista de 1948, en la prueba de medio fondo.

## Medallero internacional
| Campeonato Mundial | Campeonato Mundial       | Campeonato Mundial | Campeonato Mundial |
| Año                | Lugar                    | Medalla            | Competición        |
| ------------------ | ------------------------ | ------------------ | ------------------ |
| 1948               | Ámsterdam (Países Bajos) | Medalla de bronce  | Medio fondo (P)    |